# Eupodotis
Genre
Eupodotis est un genre d'oiseaux de la famille des Otididae.

## Liste des espèces
Selon la classification de référence du Congrès ornithologique international (version 7.1, 2017) :
- Eupodotis senegalensis – Outarde du Sénégal
- Eupodotis caerulescens – Outarde plombée
- Eupodotis vigorsii – Outarde de Vigors
- Eupodotis rueppelii – Outarde de Rüppell
- Eupodotis humilis – Outarde somalienne